# Vlag van Oldambt (waterschap)

Vlag van waterschap Oldambt
(1979-1986)

De vlag van waterschap Oldambt is in 1979 vastgesteld als de vlag van het waterschap Oldambt. De vlag kan als volgt worden beschreven:
Vijf even hoge banen van groen en wit met een rode kerk met vier torens van 3/5 van de vlaghoogte.
Het rode kerkgebouw op de vlag van zowel Termunterzijlvest als Oldambt is ontleend aan het middeleeuwse zegel van het landschap Wold-Oldambt. Dit zegel beeldt de middeleeuwse Viertorenkerk van Midwolda uit. De afbeelding is echter sterk gestileerd en vermoedelijk beïnvloed door het stadszegel van Groningen, dat de Martinikerk toont
De vlag met vijf even hoge banen van groen en wit legt de link met het gecombineerde wapen van 1725, dat nooit officieel is erkend. De kleuren zijn in de Groningse waterschapstraditie, en symboliseren ook dat Groningen de oude overheerser was. De kleuren rood en wit verwijzen naar het wapen van Oldambt, maar zijn niet bewezen voor het waterschap Oldambt.
Het ontwerp van de vlag is van de hand van J.A. de Boo.
Vanaf 1986 is de vlag niet langer als de vlag van deze waterschap in gebruik omdat het waterschap Oldambt in het nieuwe waterschap Eemszijlvest op is gegaan.

## Verwante afbeeldingen

Wapen van Oldambt (waterschap)

Aa en Maas · Amstel, Gooi en Vecht · Brabantse Delta · Delfland · De Dommel · Drents Overijsselse Delta · Fryslân · Hollands Noorderkwartier · Hollandse Delta · Hunze en Aa's · Limburg · Noorderzijlvest · Rijn en IJssel · Rijnland · Rivierenland · Scheldestromen · Schieland en de Krimpenerwaard · De Stichtse Rijnlanden · Vallei en Veluwe · Vechtstromen · Zuiderzeeland
Voormalige waterschappen: 
De Aa · De Aarlanden · Alblasserwaard en de Vijfheerenlanden · De Alm · Amelander Grieën · Amstel- en Gooiland · Amstelland · Boarn en Klif · De Bovenvecht · Drentse Aa · Duurswold · Eemszijlvest · Goeree-Overflakkee · Gouwelanden · Groot Maas en Waal · Groot-Haarlemmermeer · Groot-Waterschap van Woerden · Groote Waard · Haarlemmermeerpolder · Hulster Ambacht · IJsselmonde · Krimpenerwaard · Land van Heusden en Altena · Het Lange Rond · Lauwerswâlden · Leidse Rijn · Linge · De Maaskant · Het Maasterras · Mark en Dintel · Marne-Middelsee · Meer en Woude · De Middelsékrite · De Nederwaard · Noord-Beveland · Noord- en Zuid-Beveland · Noord-Limburg · Noord-Veluwe · Noordhollands Noorderkwartier · Noordoostpolder · Noordwoude · Oldambt · Oude IJssel · De Overwaard · De Proosdijlanden · Purmer · Regge en Dinkel · De Runde · Salland · Schermer · Schieland · De Schipbeek · Schouwen-Duiveland · Sevenwolden · De Stellingwerven · Tholen · Tusken Waed en Ie · Uitwaterende Sluizen in Kennemerland en West-Friesland · De Vechtlanden · De Vier Noorder Koggen · Het Vrije van Sluis · De Waadkant · Walcheren · Waterland · De Waterlanden · Westergo's IJsselmeerdijken · Westerkwartier · Westfriesland · Wilck en Wiericke · Wilhelminapolder · Zuiveringschap Limburg